# Mesembrius perforatus
Mesembrius perforatus är en tvåvingeart som först beskrevs av Speiser 1913.  Mesembrius perforatus ingår i släktet Mesembrius och familjen blomflugor.
Artens utbredningsområde är Tanzania. Inga underarter finns listade i Catalogue of Life.